# Walsbächle
Walsbächle este o arie protejată (arie specială de conservare — SAC, sit de importanță comunitară — SCI) din Austria întinsă pe o suprafață de 16,71 ha, integral pe uscat.

## Localizare
Centrul sitului Walsbächle este situat la coordonatele 47°13′18″N 9°41′33″E / 47.2217°N 9.6926°E.

## Înființare
Situl Walsbächle a fost declarat sit de importanță comunitară în decembrie 2015 pentru a proteja un număr necunoscut de specii din flora spontană și fauna sălbatică aflate în arealul zonei. Situl a fost protejat și ca arie specială de conservare în mai 2022.

## Biodiversitate
Situată în ecoregiunea alpină, aria protejată nu include niciun habitat protejat.
La baza desemnării sitului se află un număr nedeclarat de specii protejate.
Pe lângă speciile protejate, pe teritoriul sitului au mai fost identificate 1 specie de plante, 1 specie de amfibieni, 2 specii de nevertebrate.